# Daddy's Gone
Daddy's Gone è un brano musicale del gruppo scozzese alternative rock Glasvegas. La canzone è stata scritta dal principale cantante del gruppo James Allan.

## Pubblicazione del singolo
Daddy's Gone è stata originariamente pubblicata come singolo su vinile ad edizione limitata dall'etichetta discografica Sane Man il 5 novembre 2007.
Il singolo è stato successivamente ripubblicato come parte della promozione dell'album Glasvegas. La nuova versione del singolo, ripubblicata il 25 agosto 2008 ha un ritmo più lento ed un suono più ruvido. Il singolo è entrato direttamente alla dodicesima posizione della Official Singles Chart.

## Il video
Il video musicale prodotto per Daddy's Gone è stato diretto dal regista Jamie Thraves Nel video i Glasvegas si esibiscono sul palco di un piccolo auditorium deserto. Alle sequenze dell'esibizione del gruppo ne vengono alternate altre in cui viene mostrato un allenamento di karate di alcuni bambini.

## Curiosità
La canzone compare nella serie televisiva Chuck, durante la seconda stagione nell'episodio 19 quando il padre di Chuck viene catturato dalla Fulcrum.
Inoltre è usata in una sequenza del film "Passione sinistra", in particolare nella scena in cui la protagonista femminile (Valentina Lodivini) sparge le ceneri di suo padre gettandole in aria.

## Tracce

### Versione del 2007
7" vinyl (SAN001); download
1. "Daddy's Gone" – 3:58
2. "Flowers & Football Tops" – 4:57

### Versione del 2008
Promo CD (GOWOW006)
1. "Daddy's Gone" (Clean Radio Edit) – 3:41
2. "Daddy's Gone" (Radio Edit) – 3:41
3. "Daddy's Gone" (Album Version) – 4:25
4. "Daddy's Gone" (Instrumental) – 4:25

CD (GOWOW007)
1. "Daddy's Gone" – 4:25
2. "A Little Thing Called 'Fear'" – 3:43

7" #1 (GOWOW008)
- Vinile rosso ad edizione limitata.

1. "Daddy's Gone" – 4:25
2. "A Little Thing Called 'Fear'" – 3:43

7" #2 (GOWOW009)
1. "Daddy's Gone" – 4:25
2. "Come as You Are" (written by Kurt Cobain) – 3:22

EP digitale
1. "Daddy's Gone" – 4:25
2. "A Little Thing Called 'Fear'" – 3:43
3. "Come as You Are" – 3:22
4. "Daddy's Gone" (Live Acoustic Version) – 4:17

## Crediti
Glasvegas
- James Allan – chitarra elettrica, voce
- Rab Allan – chitarra elettrica
- Paul Donoghue – basso
- Caroline McKay – batteria

Produzione
- Kevin Burleigh – Ingegnere del suono